# 細川斉茲
細川 斉茲（ほそかわ なりしげ）は、肥後熊本藩第8代藩主、熊本藩細川家9代。
もともとは同国宇土藩細川家の出身で同藩の第6代藩主であった。この当時は藩祖・細川立孝の1字を取って細川 立禮（新字体：立礼、たつひろ）を名乗っていた。立孝は熊本藩初代藩主・忠利の異母弟であり、その子孫である立礼（斉茲）が熊本藩主家を継いだことにより、この家は忠利の母・細川ガラシャの血を引かない家となった。

## 生涯
宝暦5年（1755年）4月26日、宇土藩第5代藩主・細川興文の三男として生まれる。母の長照院（薗氏）は、同年内に埴姫（のちの謡台院）を生んでいるため、現実的に考えればこれと双子として生まれた可能性が高い。
長兄（異母兄）の興武（おきたけ、母は八条隆英の娘）が早世したのに伴い、宝暦12年（1762年）3月18日、父・興文の嫡子となる。明和8年（1771年）2月15日、将軍徳川家治に拝謁する。この頃に元服して立禮と名乗る。明和9年（1772年）1月25日、父興文の隠居により家督を継いで宇土藩主となり、12月18日に従五位下、和泉守に叙任する。宇土時代には、藩財政再建のために倹約を行ない、天明の大飢饉で大被害を受けたときには、窮民救済に尽くした。
天明7年（1787年）9月19日、姉・謡台院の夫である本家の熊本藩主・細川治年が実子が全て喪って死去したのにともない、治年の義弟である立禮が養子となって跡を継いだ。これに伴い、宇土藩の藩主は長男・立之が継いだ。同年11月15日、将軍徳川家斉に拝謁する。同年12月16日、従四位下・侍従に昇進、将軍徳川家斉から偏諱の授与を受けて斉茲に改名した。
熊本藩主時代には、先々代の名君・重賢以来の名臣を登用して倹約を主とした藩財政再建に乗り出す。寛政4年（1792年）10月には銀札を発行して藩財政再建を目指したが、これが不首尾に終わって享和2年（1802年）には御銀所騒動が起こった。しかも江戸の藩邸が焼失するなど、結局は出費も重なり、藩財政再建には失敗した。
文化7年（1810年）11月10日、（廃嫡された次男の斉詮に代わって嫡男となっていた）三男の斉樹に家督を譲って隠居し、天保6年（1835年）10月23日に死去した。享年81。

## 系譜
- 父：細川興文（1723年 - 1785年）
- 母：長照院
- 養父：細川治年（1758年 - 1787年）
- 正室：八千姫、恵眼院 - 岩城隆恭の娘
  - 長男：細川立之（1784年 - 1818年）
- 側室：今井氏
- 側室：山守氏
  - 次男：細川斉詮（1796年 - 1818年）
  - 女子：邰、富子 - 一条忠良正室
  - 女子：峯、芳姫 - 松平斉恒正室後に離縁
- 側室：松岡氏
  - 男子：猪八郎 - 早世
  - 女子：柏 - 早世
- 側室：杉野氏
- 側室：守氏
- 側室：芹沢氏
  - 三男：細川茲樹（1797年 - 1826年）
  - 男子：浜次郎 - 早世